# Saison 8 de Doctor Who, première série
Chronologie
Saison 7 Saison 9
Cet article présente les épisodes de la huitième saison de la première série de la série télévisée Doctor Who.

## Distribution
- Jon Pertwee : Troisième Docteur
- Katy Manning : Jo Grant
- Nicholas Courtney : Brigadier Lethbridge-Stewart
- John Levene : Sergent Benton (tous sauf Colony in Space)
- Richard Franklin : Capitaine Mike Yates (tous sauf Colony in Space)
- Roger Delgado : Le Maître

## Liste des épisodes
| N°  | Part. | Titre original                    | Scénario              | Réalisation       | Première diffusion au Royaume-Uni                                                          | Code | Audience (en millions)  |
| --- | ----- | --------------------------------- | --------------------- | ----------------- | ------------------------------------------------------------------------------------------ | ---- | ----------------------- |
| 055 | 1     | Terror of the Autons (4 épisodes) | Robert Holmes         | Barry Letts       | 2 janvier 1971 9 janvier 1971 16 janvier 1971 23 janvier 1971                              | EEE  | 7,3 8 8,1 8,4           |
| 056 | 2     | The Mind of Evil (6 épisodes)     | Don Houghton          | Timothy Combe     | 30 janvier 1971 6 février 1971 13 février 1971 20 février 1971 27 février 1971 6 mars 1971 | FFF  | 6,1 8,8 7,5 7,4 7,6 7,3 |
| 057 | 3     | The Claws of Axos (4 épisodes)    | Bob Baker Dave Martin | Michael Ferguson  | 13 mars 1971 20 mars 1971 27 mars 1971 3 avril 1971                                        | GGG  | 7,3 8 6,4 7,8           |
| 058 | 4     | Colony in Space (6 épisodes)      | Malcolm Hulke         | Michael E. Briant | 10 avril 1971 17 avril 1971 24 avril 1971 1er mai 1971 8 mai 1971 15 mai 1971              | HHH  | 7,6 8,5 9,5 8,1 8,8 8,7 |
| 059 | 5     | The Dæmons (5 épisodes)           | Guy Leopold           | Christopher Barry | 22 mai 1971 29 mai 1971 5 juin 1971 12 juin 1971 19 juin 1971                              | JJJ  | 9,2 8 8,1 8,3           |